# Cyberlindnera veronae
Cyberlindnera veronae är en svampart som först beskrevs av K. Kodama, och fick sitt nu gällande namn av Minter 2009. Cyberlindnera veronae ingår i släktet Cyberlindnera, ordningen Saccharomycetales, klassen Saccharomycetes, divisionen sporsäcksvampar och riket svampar.   Inga underarter finns listade i Catalogue of Life.